# 15785 de Villegas
15785 de Villegas eller 1993 QO3 är en asteroid i huvudbältet som upptäcktes den 18 augusti 1993 av den belgiske astronomen Eric W. Elst vid CERGA-observatoriet. Den är uppkallad efter skalden Esteban Manuel de Villegas.
Asteroiden har en diameter på ungefär 13 kilometer.